# Idrissa Keita
Idrissa Keita est un footballeur ivoirien né à Abidjan le 10 avril 1977.
Son poste de prédilection est le milieu défensif.
Il est international ivoirien (4 sélections entre 2000 et 2003).

## Clubs
- 1998-1999 : Levante UD  Espagne
- 1999-2001 : Real Oviedo  Espagne
- 2001-2003 : CD Santa Clara  Portugal
- 2003-2005 : Algeciras CF  Espagne
- 2005-2006 : UD Mérida  Espagne
- 2006-2008 : Racing de Ferrol  Espagne
- 2008-2009 : Marino de Luanco  Espagne